# لي بيري (سياسي)
لي بيري (بالإنجليزية: Lee Perry)‏ هو سياسي أمريكي، ولد في 10 أغسطس 1966 في بريغهام سيتي في الولايات المتحدة. حزبياً، نشط في الحزب الجمهوري. وقد انتخب عضو مجلس نواب ولاية يوتا.

## وصلات خارجية
- الموقع الرسمي